# Juan Urango
Juan Fernándo Urango Rivas (Montería, Córdoba, 4 de octubre de 1980) es un boxeador colombiano. Capturó el título superligero (140 libras) de la Federación Internacional de Boxeo, (FIB), al derrotar en 12 asaltos al tunecino Naoufel Ben Rabah.  De esta manera, Urango se convirtió en el octavo campeón mundial oriundo del departamento de Córdoba y quinto monteriano en lograrlo.

## Biografía
La primera defensa del título mundial la realizó el 20 de enero de 2007 en Las Vegas, Nevada, ante el inglés Ricky Hatton.  Después de 12 asaltos, los jueces del combate le dieron la victoria al británico.  Juan Urango (22-2-1 / 17 ko's), tiene el siguiente récord profesional:

## Combates
- 2009-08-28.  Randall Bailey. Gana por KOT y retiene su título Wélter Jr FIB.
- 2009-05-30.  Andre Berto. Pierde por decisión unánime por el título Wélter CMB.
- 2009-01-30.  Herman Ngoudjo. Gana por decisión unánime.
- 2008-04-23   Carlos w, Vilchez, ganó por KO en el asalto 4. (eliminatoria IBF)
- 2007-12-05   Marty Robbins, ganó por KO en el asalto 5.
- 2007-08-31,  Nasser Athumani, Gana por KO en el Asalto 4.
- 2007-01-20.  Ricky Hatton.  Pierde el título mundial, por decisión unánime.
- 2006-06-30.  Naoufel Ben Rabah. Se corona campeón mundial en Hollywood, Florida, por decisión unánime.
- 2005-08-26.  Andre Eason. Gana por TKO	en el asalto 7.
- 2005-04-22.  Francisco Campos. Gana por KO en el asalto 5.
- 2004-12-16.  Ubaldo Hernández.  Gana por TKO en el asalto 2.
- 2004-08-05.  Mike Arnaoutis.  Empate.
- 2004-06-08.  Sergey Sorokin.  Gana por decisión unánime.
- 2004-02-06.  Leva Kirakosyan.  Gana por puntos.
- 2003-10-11.  Frank Oppong.  Gana por puntos.
- 2003-09-26.  Marcos Muñoz.  Gana por KO	en el asalto 2.
- 2003-07-24.  Ricardo Antonio Vieira.  Gana por KO en el asalto 1.
- 2002-12-22.  Luis Martínez.  Gana por KO en el asalto 1.
- 2002-10-21.  Eduardo Morales.  Gana por KO en el asalto	2.
- 2002-08-30.  Ever Pérez.  Gana por TKO en el asalto 1.
- 2002-07-27.  Dagoberto Geles.  Gana por KO en el asalto 5.
- 2002-07-26.  Pedro Fuentes.  Gana por TKO en el asalto 3.
- 2002-06-15.  Luis Blandon.  Gana por TKO en el asalto 3.
- 2002-05-21.  Amaury Racero.  Gana por KO en el asalto 2.
- 2002-04-30.  Efraín Sotomayor.  Gana por KO en el asalto 2.

- Datos: Q572003